# Тетюшское II городище
Тетюшское II городище (тат. Тәтеш шәһәрчеге) — археологический памятник в Республике Татарстан. Возникло в эпоху позднего бронзового века — начале раннего железного века (в IX—VIII вв. до н. э.). Предположительно, Тетюшское II городище в последующем послужило основой развития средневекового города — предшественника Тетюш эпохи Волжской Булгарии, а затем и Золотой Орды. Эта традиция сохранилась и в последующие эпохи, получив продолжение в истории современного города.

## Расположение
Расположено на северо-восточной окраине г. Тетюши. Занимает мыс (носит у местных жителей название «Вшиха»), образованный берегом Волги с северной стороны, и двумя оврагами с западной и восточной сторон. Площадка городища — подчетырехугольная, вытянутая с северо-запада на юго-восток и имеющая длину 120 м и ширину 20—30 м.

## История исследования
О существовании городища известно со второй половины XIX века. Первое археологическое обследование проведено Н. Ф. Калининым в 1949 году. В ходе этого обследования были описаны два городища (Тетюшское I городище,Тетюшское II городище), селища (Тетюшское и Богородицкий рынок) и могильник (Тетюшский могильник).
В 2007 года началось регулярное изучение Тетюшского II городища под руководством К. А. Руденко. До 2011 года исследователями было изучено более 200 м² площади городища, что позволило выявить стратиграфическую картину культурных отложений.
Было установлено существование шести слоев культурных отложений. Первый слой соответствует отложениям XIX—XXI века.